# سیارک ۵۷۵۶۷
سیارک ۵۷۵۶۷ (به انگلیسی: 57567 Crikey، نامگذاری:2001TS56) پنجاه و هفت هزار و پانصد و شصت و هفتمین سیارک کشف شده‌است که در ۱۴ اکتبر ۲۰۰۱ کشف شد.